# Schloss Poppenreuth

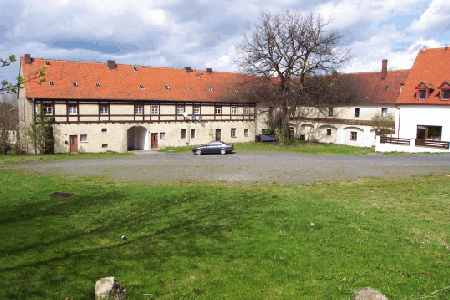
Schloss Poppenreuth

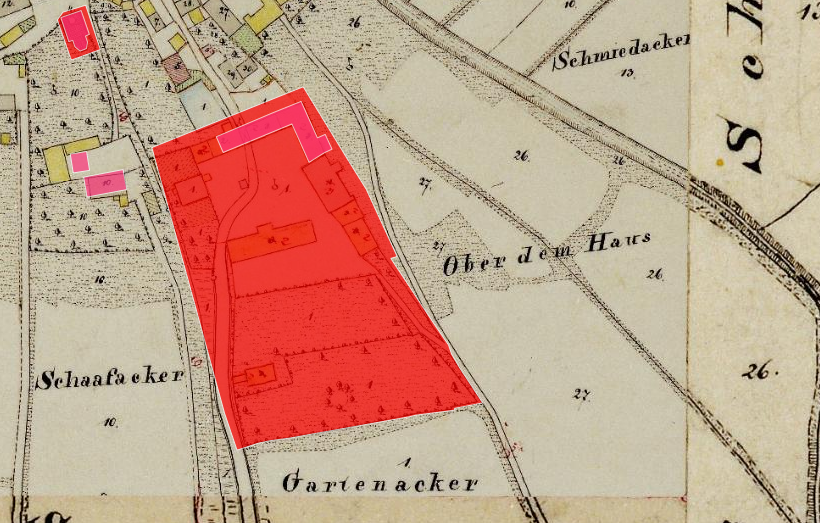
Lageplan von Schloss Poppenreuth auf dem Urkataster von Bayern

Das Schloss Poppenreuth liegt in Poppenreuth, einem Ortsteil der Stadt Waldershof im Oberpfälzer Landkreis Tirschenreuth. Die Reste der Anlage sind unter der Aktennummer D-3-77-157-22 als denkmalgeschütztes Baudenkmal von Poppenreuth verzeichnet. Ebenso werden sie als Bodendenkmal unter der Aktennummer D-3-6038-0027 im Bayernatlas als „archäologische Befunde im Bereich des frühneuzeitlichen Hofmarkschlosses in Poppenreuth“ geführt.
Das Schloss ist eine Gründung von Hans (V.) Familie Notthafft von Weißenstein. Im Jahre 1541 hatten er und sein Bruder Friedrich III. bei einer Erbteilung den Sitz Thumsenreuth und jeweils ein Drittel des damals noch bewohnbaren Weißensteins erhalten. 1547 erwarb er den Hof des Lorenz Würstl in Poppenreuth und verwandelte ihn, weil er „für großer Langweil wegen zum Weißenstein nit bleiben mögen“, in einen Herrenhof. Am 13. Oktober 1766 wurde das Schloss Poppenreuth samt den Nebengebäuden durch ein Schadenfeuer eingeäschert. Während das eigentliche Schlossgebäude, das wohl in der Mitte des geräumigen Schlosshofes gestanden hatte, nicht wiedererrichtet wurde, verursachte der Wiederaufbau der Wirtschaftsgebäude bis zum August 1767 Kosten in Höhe von 2616 Gulden. Im Januar 1882 gingen die Schlossgebäude in Poppenreuth auf dem Wege der Zwangsversteigerung in die Hände von Bianca Eiserhard aus Waldenburg in Schlesien und von dieser über den Geheimen Kommerzienrat Gustav von Siegle in den Besitz von Fritz von Gemmingen-Hornberg über, der mit Siegles Tochter Dora verheiratet war. Siegle erwarb auch das benachbarte Notthaft-Schloss Friedenfels.